# Меліде (дамба)
45°57′06″ пн. ш. 8°57′16″ сх. д. / 45.951746° пн. ш. 8.954544° сх. д.

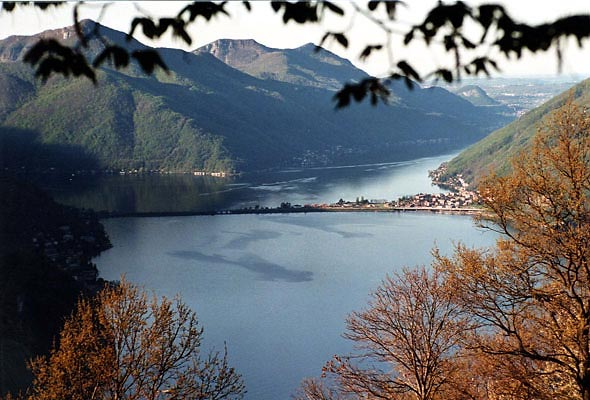
Дамба Меліде, вигляд з півночі

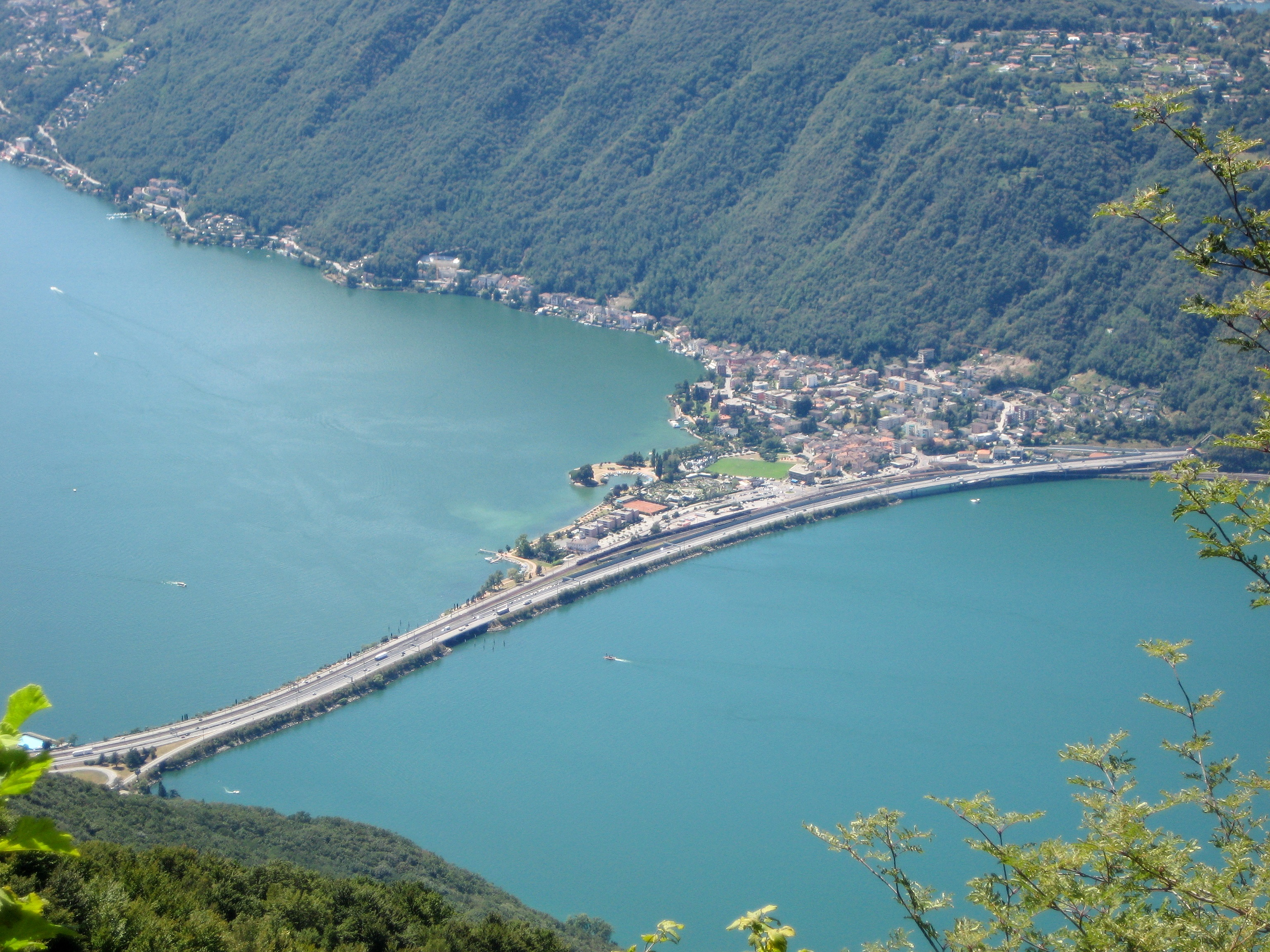
Дамба Меліде, вигляд з вершини Sighignola, село Меліде праворуч

Дамба Меліде, також міст Меліде або гребля Меліде — дамба і міст через озеро Лугано в швейцарському кантоні Тічино. Пов'язує громади Меліде і Біссоне, і забезпечує внутрішній сухопутний зв'язок між південною частиною кантону Тічино, з рештою Швейцарії
У 1848 році, озером, на морені, була побудована дамба Меліде між Меліде і Біссоне, з метою прокладання дороги через озеро і забезпечення прямого зв'язку між Лугано і К'яссо. Сьогодні дамбою прокладено також залізниця Готтардбан і автострада А2 .
Проект дамби було розроблено місцевим самоучкою Pasquale Lucchini, дамба була побудована між 1841 і 1847, і відкрита для дорожнього руху в 1848 році, залізниця була прокладена дамбою в 1872 році, автострада у 1980.